# Serynetka
Serynetka (fr. serinette) – mechaniczny instrument muzyczny służący do przyuczania ptaków do śpiewania melodii granej na instrumencie. Jeden z prototypów katarynki. Ma formę drewnianej skrzynki z wystającą na zewnątrz korbą. Wewnątrz znajduje się wałek z nabitymi kołkami, miech klinowy oraz małe piszczałki.
Korba połączona jest z wałkiem i miechem; kręcenie nią powoduje obracanie wałka oraz naprzemienne tłoczenie powietrza przez miech do wiatrownicy. Kołki rozmieszczone w odpowiedniej sekwencji na wałku, przemieszczając się wzdłuż mechanizmu dźwigniowego otwierają i zamykają wentyle w wiatrownicy; powietrze kierowane jest do odpowiednich piszczałek, które grają melodię zgodnie z sekwencją kołków na walcu. Na wałku zakodowane jest kilka melodii, których wyboru dokonuje się podobnie jak w katarynce przesuwając go na boki. Większość serynetek ma jeden głos składający się z 10 piszczałek nastrojonych w skali diatonicznej c3–d4 z dodatkowym dźwiękiem ♭b3.
Serynetki budowane były we Francji od początku drugiej ćwierci XVII wieku. Produkowane były głównie w okolicach Wogezów. Z powodu typowego zastosowania jakim była nauka śpiewu ptaków, zwłaszcza kanarków oraz czyżów, nazywane są niekiedy „ptasimi organami”.